# St. Michael (Tännesberg)

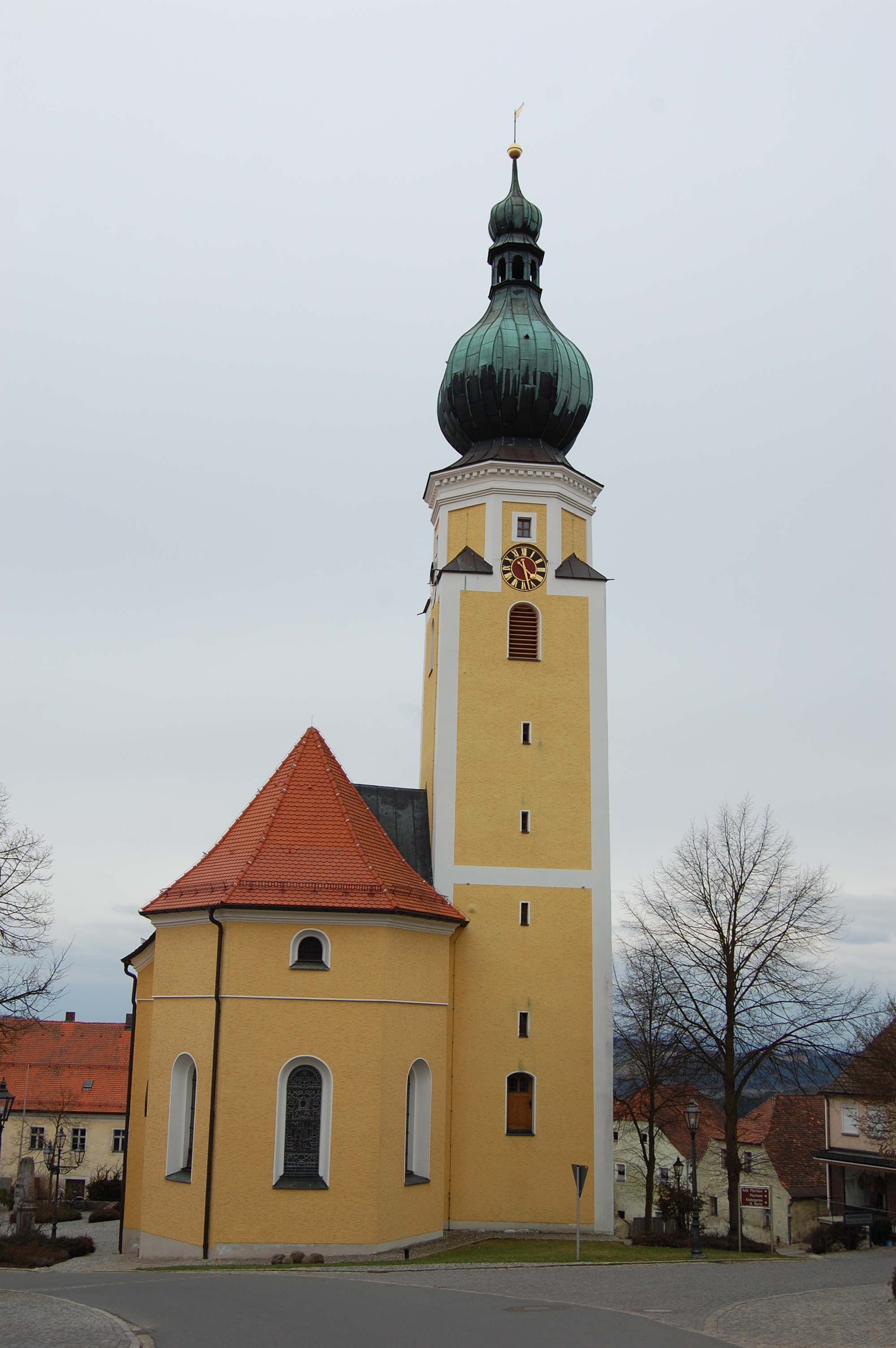
St. Michael

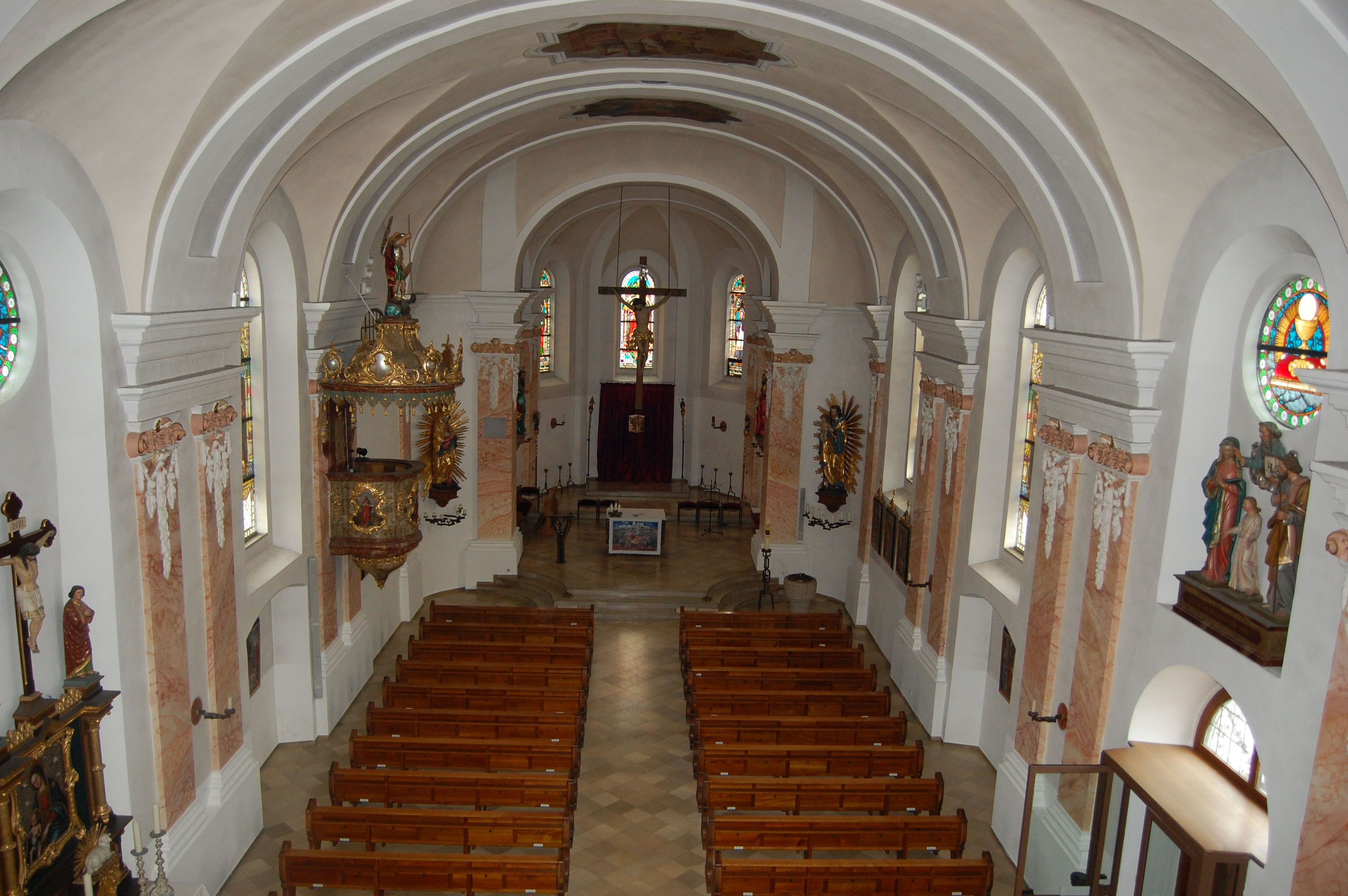
St. Michael (Innenansicht)

St. Michael ist eine Kirche im Markt Tännesberg im Süden des Oberpfälzer Landkreises Neustadt an der Waldnaab. Sie ist die Pfarrkirche der gleichnamigen katholischen Kirchengemeinde, die dem Dekanat Leuchtenberg des Bistums Regensburg angehört. Patrozinium ist am 29. September.

## Geschichte
Im Jahre 1019 ließ Johann von Paulsdorf eine dem Patronat des heiligen Jobst (= Jodokus) anvertraute Kapelle, die heutige Wallfahrtskirche St. Jodok, errichten. Wahrscheinlich war sie früher die Pfarrkirche des Ortes. Nach der Befestigung von Tännesberg mit einer Ringmauer wurde im Ort eine erste Kirche erbaut, im Jahre 1300 ist erstmals die Pfarrei Tännesberg genannt. Großbrände (1639, 1726, 1756, 1777) zogen den Markt immer wieder in Mitleidenschaft, Kirche und Pfarrhof brannten mehrmals ab, wurden aber wieder aufgebaut. 1826 legte ein durch Blitzschlag ausgelöstes Feuer die Kirche samt Turm in Schutt und Asche. Die Tännesberger gelobten einen alljährlichen Gelübdekreuzweg zum Schlossberg (5. Mai). Unter Pfarrer Nehmann wurde die Pfarrkirche in den Jahren 1827 bis 1829 in der jetzigen Form neu erbaut. Die Konsekration durch Weihbischof Bonifaz von Urban erfolgte am 10. Mai 1841.

### Bauwerk
Das Langhaus legt sich in abgerundeten Ecken an den Chor. Das Tonnengewölbe der Kirche mit Stichkappen und doppelten Quergurten liegt auf Doppelpilastern. Der Turm von St. Michael steht nördlich des Chors, ist unten viereckig, oben achteckig und mit einer Kuppel versehen. Die Turmhöhe beträgt 38 Meter.

### Ausstattung
Das Tonnengewölbe von St. Michael sind mit Deckengemälden im Nazarener-Stil von 1892 verziert. Die Bilder stellen die Leidensgeschichte Jesu dar. Der Kreuzweg und die Kirchenfenster im Gotteshaus stammen ebenfalls aus dem Jahre 1892. Die barocke Kanzel ist mit „drei Medaillons verziert: Christus als der Sämann (Lehramt), als der Gute Hirt (Hirtenamt) und der anklopfende Christus vor der Tür (Priesteramt)“. Darüber befindet sich der Kirchenpatron Michael als Ritter, auch Patron Deutschlands, wie er den Drachen besiegt, der das Böse symbolisiert. Sein Schild trägt die lateinische Aufschrift „QVIS UT DEVS“ (Wer ist wie Gott?). Der Chorraum wurde 1981 umgestaltet. Der alte Hochaltar wurde entfernt und ein neu gestalteter Altartisch, Ambo und Tabernakel wurden eingefügt.

### Glocken
Im Kirchturm befinden sich fünf Glocken, welche aus unterschiedlichen Gießereien und Epochen stammen.
Sie hängen in einem zweietagigen Holzstuhl, welcher in der oberen Etage 3 Felder und in der unteren 2 Fächer hat. Die beiden großen Glocken (1+2) läuten in den unteren Feldern.
| Nr. | Name                         | Funktion                | Ton | Gießer                 | Gussjahr | Inschrift/Zier |
| --- | ---------------------------- | ----------------------- | --- | ---------------------- | -------- | --- |
| 1   | Heiligste Drifaltigkeit      | Festtags-/Totenglocke   | d′  | Rudolf Perner, Passau  | 1991     | EHRE SEI DEM / VATER / UND DEM SOHN / UND DEM HEILIGEN GEIST / ST. MICHAEL ZU TÄNNESBERG                                                                                                |
| 2   | Heilige Maria                | Sonntags-/Angelusglocke | e′  | Johan Hahn, Landshut   | 1950     | HEILIGE MARIA, MUTTERGOTTES, BITTE FÜR UNS / GESTIFTET VON DER FAMILIE GRÖTSCH / GEGOSSEN 1950 H.L.                                                                                     |
| 3   | Heiliger Michael             | Werktagsmessglocke      | g′  | Joseph Pertold, Amberg | 1822     | Heiliger Michael mit Flammenschwert und Heiliger Ulrich mit Fischen, Kreuz und Ritterschild                                                                                             |
| 4   | Heiliger Johannes der Täufer | Taufglocke              | a′  | Johann Hahn, Landshut  | 1960     | HEILIGER JOHANNES, BITTE FÜR UNS / GESTIFTET VON DER PFARRFAMILIE TÄNNESBERG ZUM SILBERJUBILÄUM IHRES PFARRERS FRIEDRICH REICHL 19.03.1960 / GEGOSSEN VON DER FA. HAHN, LANDSHUT – 1960 |
| 5   | Hl. Josef                    | Sterbeglocke            | c′′ | Johann Hahn, Landshut  | 1960     | HEILIGER JOSEF – STEHE DEN STERBENDEN BEI ! / GEGOSSEN VON DER FA. HAHN, LANDSHUT – 1960                                                                                                |

## Bildergalerie

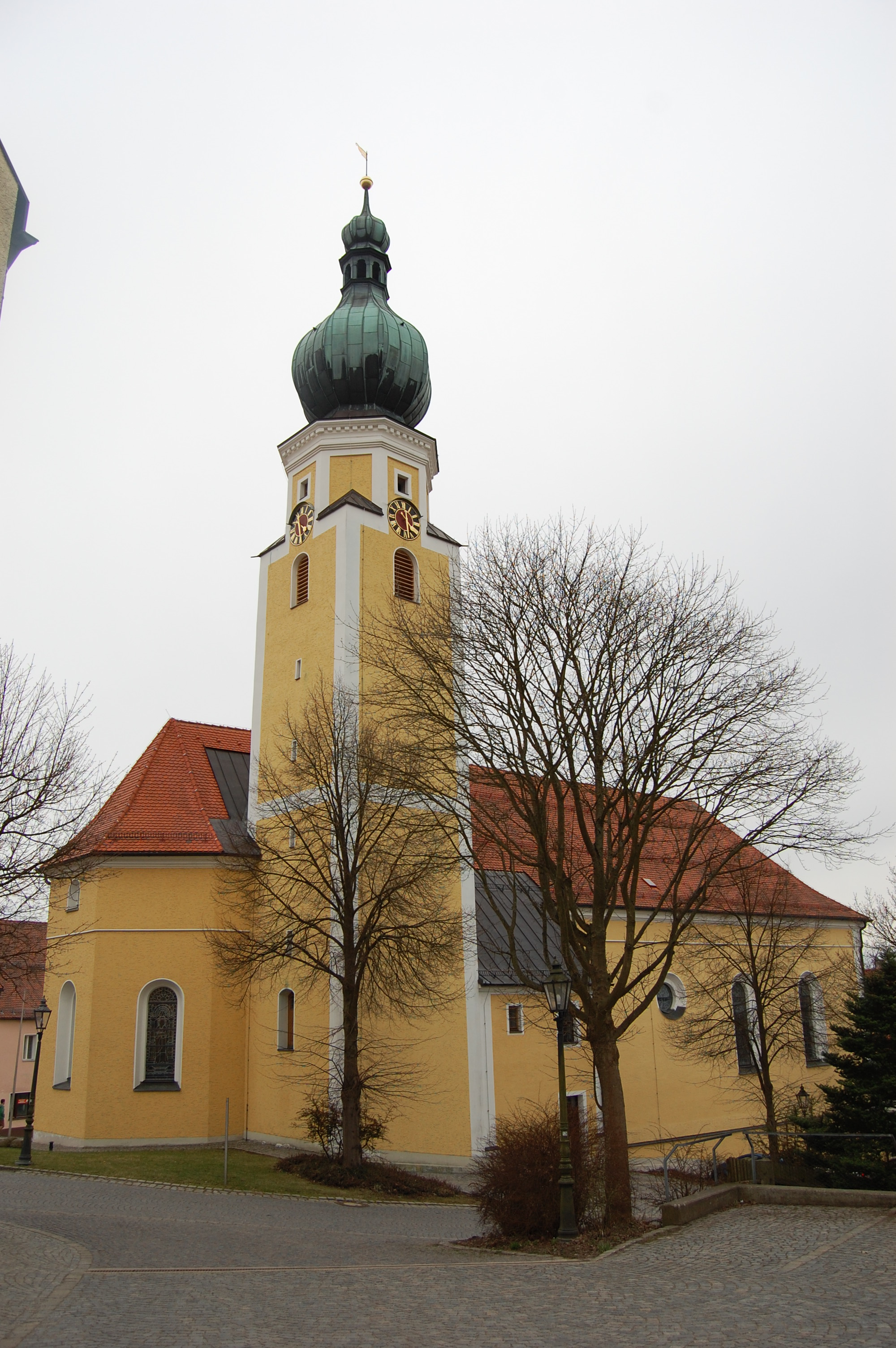
Pfarrkirche St. Michael
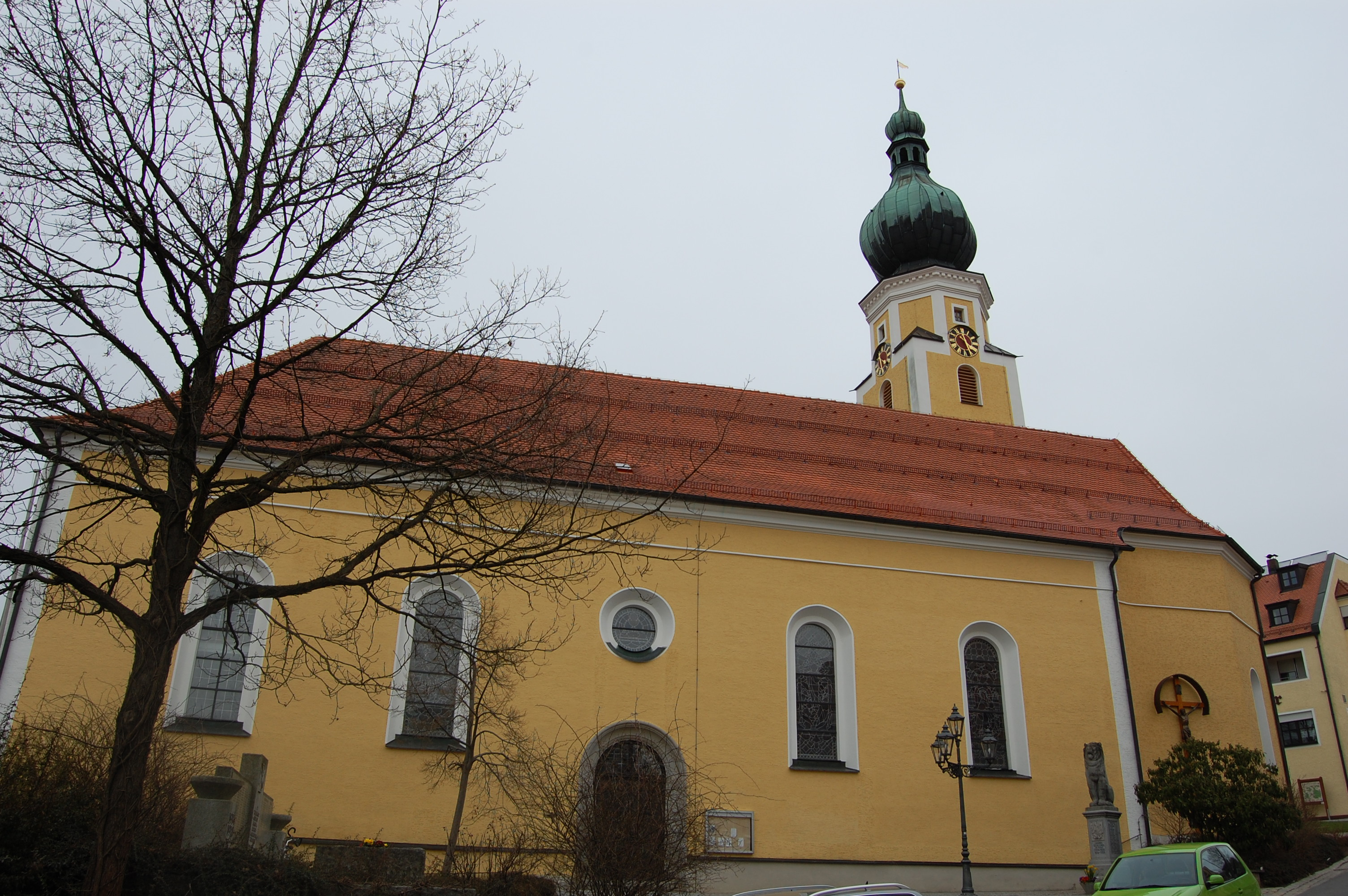
Pfarrkirche St. Michael
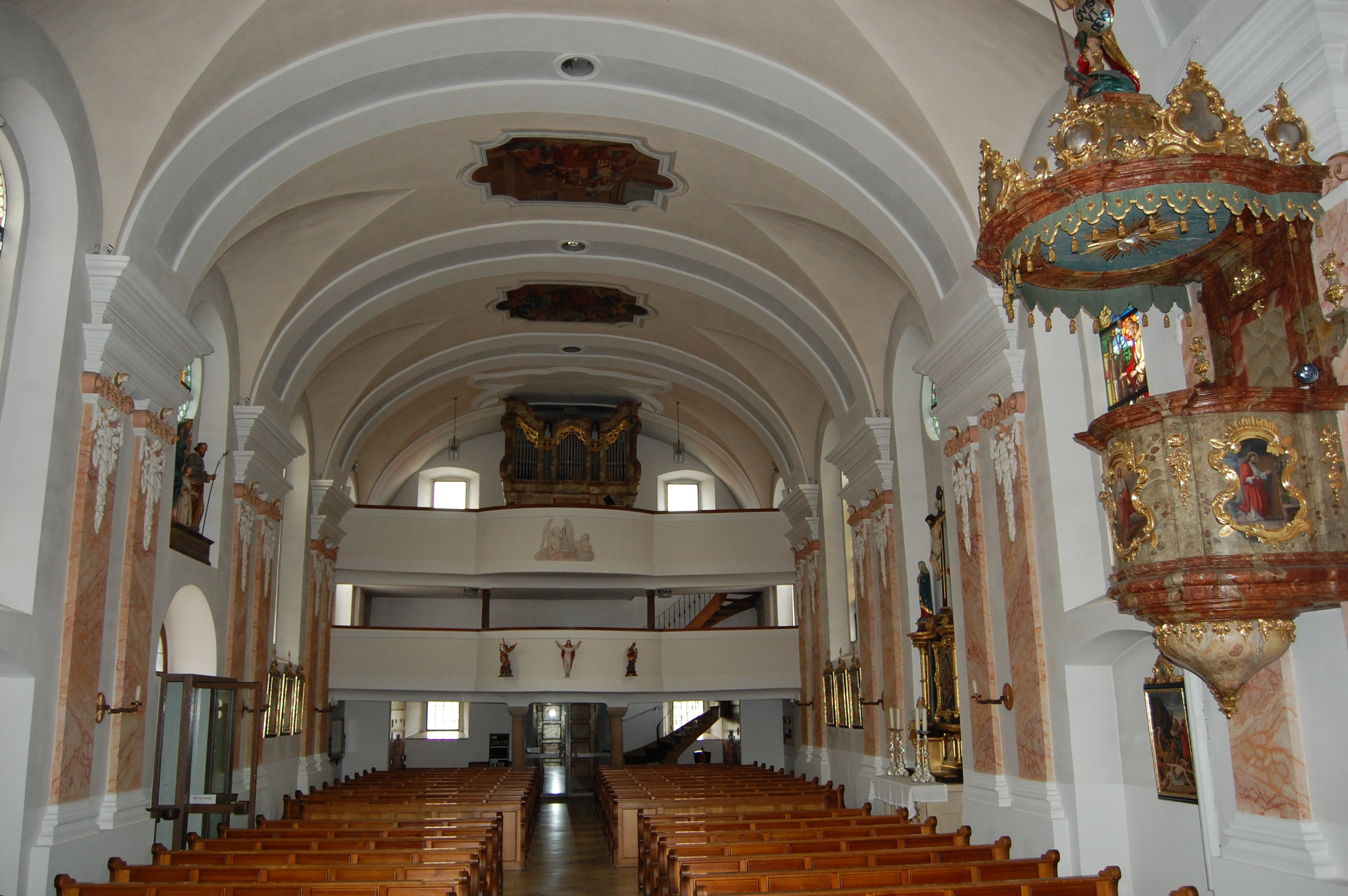
Innenansicht
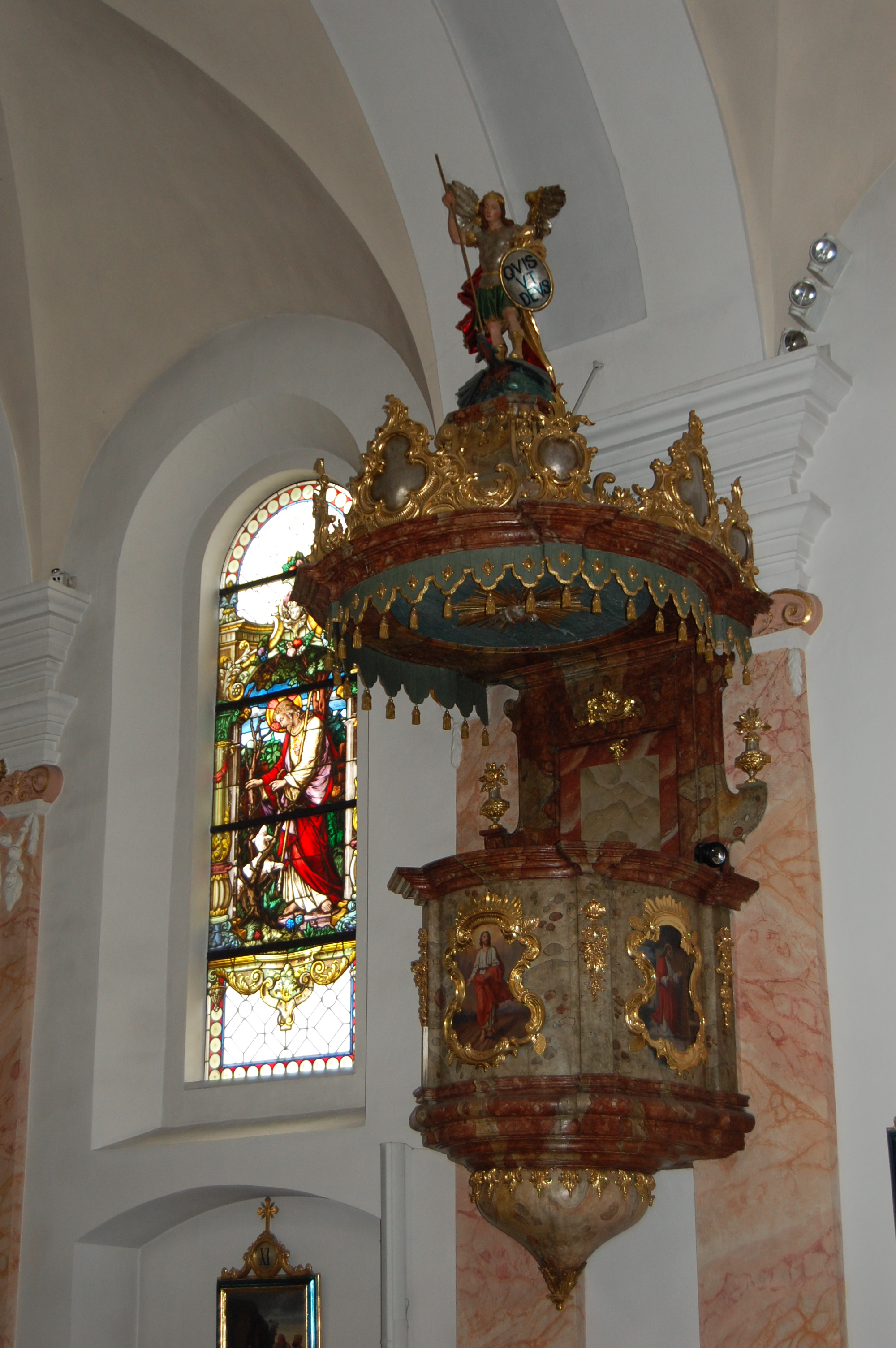
Barocke Kanzel
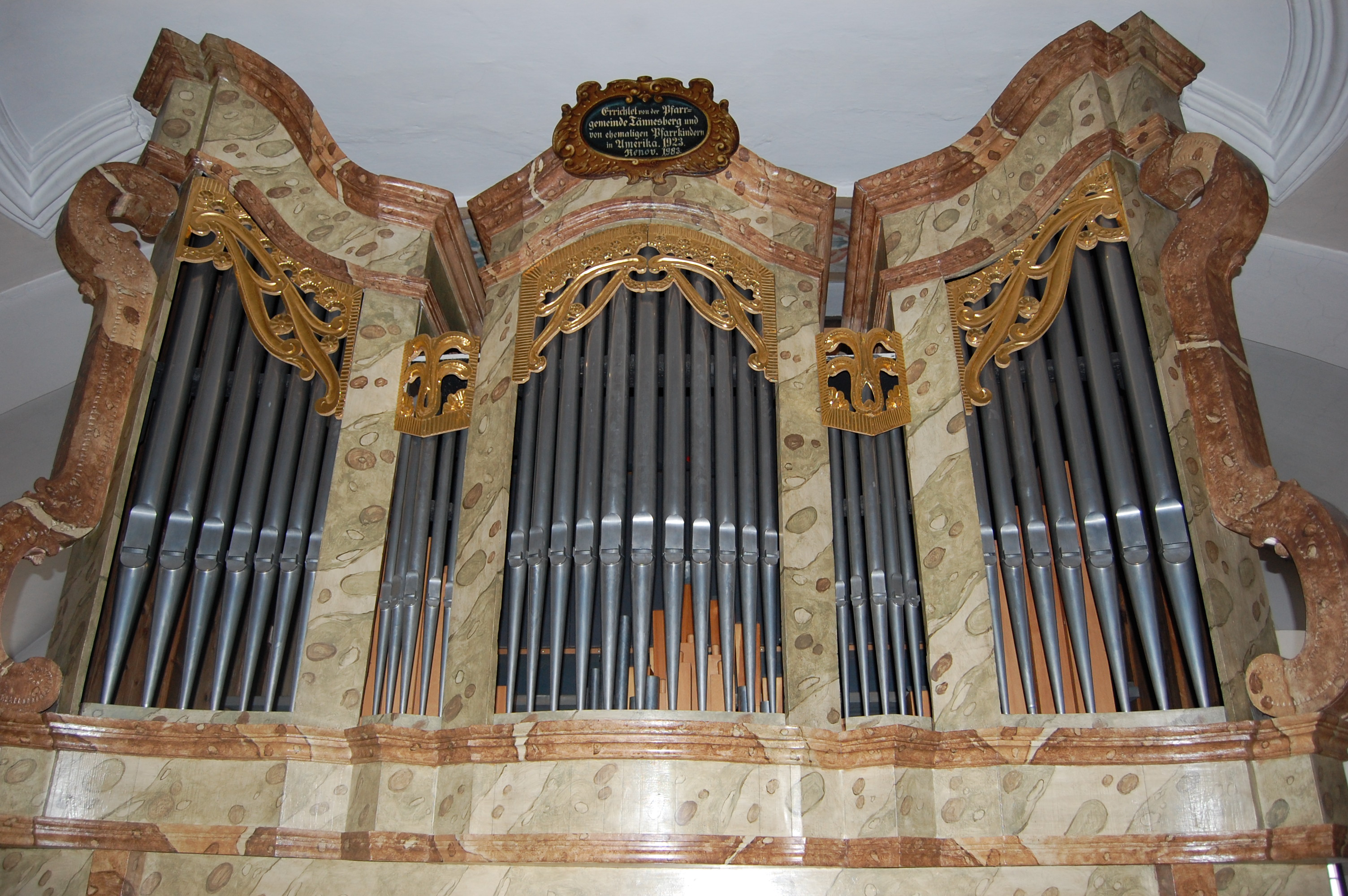
Kirchenorgel